# Philodendron canicaule
Philodendron canicaule är en kallaväxtart som beskrevs av Thomas Bernard Croat och D.C.Bay. Philodendron canicaule ingår i släktet Philodendron och familjen kallaväxter.
Artens utbredningsområde är Colombia. Inga underarter finns listade.